# Heinrich III. (Brabant)

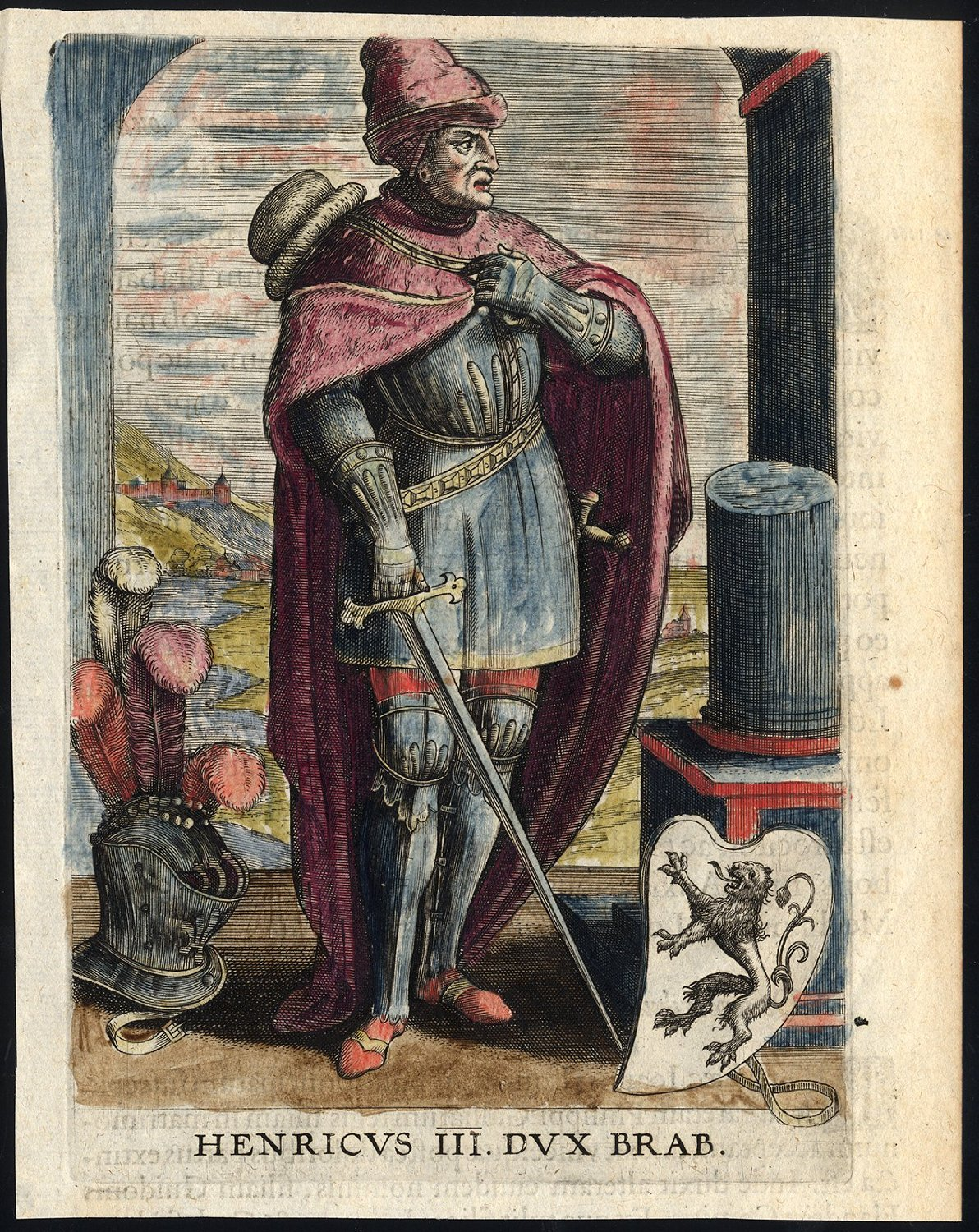

Heinrich III. der Gütige  (* um 1231; † 28. Februar 1261 in Löwen) war Herzog von Brabant von 1248 bis 1261. Er war der Sohn von Herzog Heinrich II. und Maria von Staufen.

## Wirken
Seine ersten Erfahrungen als Soldat machte er an der Seite seines Verwandten, des deutschen Gegenkönigs Wilhelm von Holland, an dessen Krönung am 1. November 1248 in Aachen er teilnahm. Im Flämischen Erbfolgekrieg hingegen unterstützte er ihn nicht, obwohl in dieser Auseinandersetzung Wilhelms Sohn und der Schwager involviert waren. Stattdessen verbündete er sich mit Wilhelm von Dampierre, Graf von Flandern, dessen Schwester er dann heiratete. Andererseits suchte er, im alten Niederlothringen den Frieden zu erhalten, was ihm auch gelang, trotz der Feindseligkeiten der Dampierres und der Avesnes sowie der Wirren, die dem Tod Wilhelms von Holland mit dem Interregnum folgte. Auf dem Sterbebett unterzeichnete er 1261 eine Charta, die seinen Untertanen größere Freiheiten gewährte.

## Nachkommen
1251 heiratete er Adelheid von Burgund (1233–1273), Tochter von Hugo IV., Herzog von Burgund (Älteres Haus Burgund), und Jolande von Dreux. Ihre Kinder waren:
- Heinrich IV. (um 1251–1272), Herzog von Brabant
- Johann I. der Siegreiche (1252 oder 1253 – 1294), Herzog von Brabant
- Gottfried  († 1302), Herr von Aerschot
- Maria (1254–1321), ⚭ 1274 Philipp III. der Kühne (1245–1285), König von Frankreich (Kapetinger)